# Ķekavas novads
Ķekavas novads is een gemeente in het midden van Letland. In de gemeente liggen drie plaatsen met de status van stad: de hoofdplaats Ķekava, Baldone en Baloži.
De huidige gemeente ontstond op 1 juli 2021, toen de bestaande gemeente werd uitgebreid met de gemeente Baldones novads. Een klein gedeelte van de gemeente ging toen over naar het naburige Olaines novads.
De eerdere gemeente ontstond in 2009 na een herindeling waarbij de stad Baloži en de landelijke gemeenten Daugmale en Ķekava (toen nog geen stad) werden samengevoegd.

## Geboren in Ķekavas novads
- Justs Sirmais (1995), zanger, bekend van het Eurovisiesongfestival 2016

Nationale steden (valstspilsētas):

Daugavpils  · Jelgava · Jūrmala · Liepāja · Rēzekne · Riga · Ventspils

Gemeenten (novadi):

Ādažu novads
· Aizkraukles novads
· Alūksnes novads
· Augšdaugavas novads
· Balvu novads
· Bauskas novads
· Cēsu novads
· Dienvidkurzemes novads
· Dobeles novads
· Gulbenes novads
· Jelgavas novads
· Jēkabpils novads
· Krāslavas novads
· Kuldīgas novads
· Ķekavas novads
· Limbažu novads
· Līvānu novads
· Ludzas novads
· Madonas novads
· Mārupes novads
· Ogres novads 
· Olaines novads
· Preiļu novads
· Rēzeknes novads 
· Ropažu novads
· Salaspils novads
· Saldus novads
· Saulkrastu novads
· Siguldas novads
· Smiltenes novads
· Talsu novads
· Tukuma novads
· Valkas novads
· Valmieras novads
· Varakļānu novads
· Ventspils novads 